# Marie Louise Madeleine Victoire d’Argenton
Marie Louise Madeleine Victoire Le Bel de La Boissière de Séry, comtesse d’Argenton  (* um 1684 in Rouen; † 4. März 1748) war eine der ersten Mätressen des Herzogs Philipp von Orléans, der später als französischer Regent fungierte.

## Leben
Marie Louise Madeleine Victoire Le Bel de La Boissière, genannt Mademoiselle de Séry, entstammte einer adligen Familie und war die Tochter von Daniel le Bel, Herr von Boissière, und seiner Gattin Marie Anne Masparault. Sie wurde im Kloster Gomerfontaine zusammen mit einer ihrer Schwestern, die Nonne wurde, erzogen.
Durch die Vermittlung ihrer Verwandten Madame de Ventadour wurde Mademoiselle de Séry sodann eine junge Ehrendame der Liselotte von der Pfalz, die sie als freundlich und amüsant, aber nicht schön beschrieb. In einem anderen zeitgenössischen Zeugnis, jenem des Jesuiten La Mothe, wird sie hingegen als sehr anmutig und geistreich charakterisiert. Sie wurde jedenfalls eine Mätresse von Liselottes Sohn, dem Herzog Philipp von Orléans, der sie offenbar längere Zeit aufrichtig liebte. Ihr erstes Kind von ihm war eine Fehlgeburt. Nachdem sie erneut schwanger geworden war, wurde sie 1702 als Ehrendame Liselottes entlassen. Von ihrem Geliebten erhielt sie daraufhin ein Haus nahe dem Palais Royal zur Verfügung gestellt. Am 28. August 1702 brachte sie einen Sohn, Jean Philippe François d’Orléans, zur Welt.
Von nun an empfing Mademoiselle de Séry in ihrem Haus einen kleinen Freundeskreis. Häufig traf sie u. a. die ihr ergebene Madame de Ventadour, die  ihr Ratschläge erteilte und sich auch sonst um sie kümmerte. Nach der Anerkennung und Legitimierung ihres Sohnes durch dessen Vater im Juli 1706 wünschte sie einen Adelstitel verliehen zu bekommen. Philipp von Orléans beschenkte seine Mätresse mit dem Landgut Argenton und erreichte mit Mühe, dass sie von seinem Onkel und Schwiegervater, König Ludwig XIV., zur Gräfin von Argenton erhoben wurde. An Hofintrigen nahm sie keinen Anteil. Madame de Maintenon, die sie nie mochte, warf ihr vor, sie habe viel Anstoß erregt, als sie dem Herzog von Orléans bei dessen Rückkehr von der in Italien stationierten Armee bis nach Grenoble entgegenreiste; doch hatte sie damit vielleicht nur einem Wunsch ihres Liebhabers entsprochen, der sie nach der langen Abwesenheit rasch wiedersehen wollte. Ende 1709 wohnte sie einem von ihrem Geliebten für den bayrischen Kurfürsten veranstalteten prachtvollen Fest bei.
Aufgrund der langanhaltenden Liaison zwischen dem Herzog von Orléans und der Gräfin von Argenton kamen Gerüchte auf, dass der Herzog nur auf den Tod seiner Gattin warte, um seine Geliebte heiraten zu können oder dass er sie zur Königin von Spanien machen wolle. Obwohl derartige von Höflingen öfters wiederholte Ondits aus der Luft gegriffen waren, trugen sie zur weiteren Entfremdung Ludwigs XIV. von seinem Neffen bei. Vom König, von der Madame de Maintenon und von Louis de Rouvroy, duc de Saint-Simon gedrängt, beendete der Herzog von Orléans schließlich 1710 seine Beziehung mit seiner Mätresse. Die davon schwer getroffene Madame d’Argenton bat, sich zu ihrer Schwester ins Kloster Gomerfontaine zurückziehen zu dürfen. Da ihr Ansinnen von Madame de Maintenon abgelehnt wurde, zog sie zu ihrem Vater in die Gegend von Pont-Sainte-Maxence und ließ ihren Sohn im Palais Royal zurück.
Die Ex-Mätresse erhielt vom Herzog von Orléans eine jährliche Rente von 45.000 Pfund, die aber fast gänzlich ihrem kleinen Sohn Jean Philippe zustand, sowie Schmuck im Wert von 400.000 Pfund. Außerdem bezahlte ihr ehemaliger Geliebter ihre Schulden. In der Folge bewarben sich zahlreiche Verehrer um sie. Sie entschied sich für den Gardeoffizier Charles-Rodrigue Gonzague de Forbier, Chevalier d’Oppède und heiratete ihn 1713 heimlich, wurde von ihm aber grob behandelt und geschlagen. Bereits 1717 Witwe geworden, ging sie keine weitere Beziehung mehr ein, lebte teils in Paris, teils in Argenton und starb im Alter von etwa 64 Jahren am 4. März 1748 drei Monate vor ihrem Sohn.